# Walter Popp (illustrateur)
Pour les articles homonymes, voir Walter Popp.
Walter Popp, né le 19 mai 1920 à New York et décédé le 10 novembre 2002 à Paramus, était un illustrateur américain,
.

## Biographie
Illustrateur spécialisé dans les Comics au cours des années 1940, Popp s'orienta vers les paperbacks et les magazines pour un public masculin dans les années 1950. Après avoir réalisé des illustrations pour des romans de détectives, des polars, des westerns et des romans de science-fiction, il change de style à la fin de sa carrière et réalisa plutôt des couvertures pour des romances et ouvrages plus classiques.
Popp termina sa carrière en formant une équipe avec son épouse et compagne artistique, Marie, qu'il avait rencontrée lorsqu'ils étaient étudiants à la Art Students League en 1946.

## Illustrations
Walter Popp réalisa des couvertures, et pour certains l'illustration des nouvelles, pour les magazines suivants :

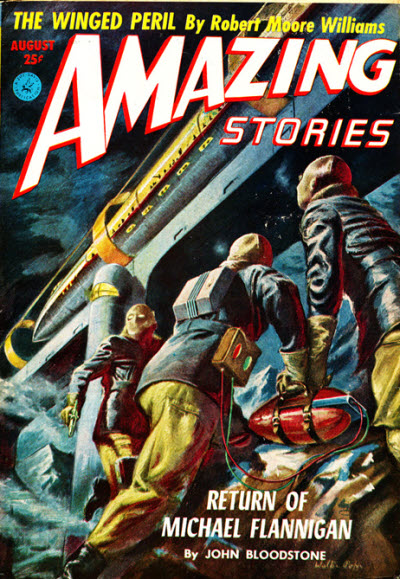
Couverture de W. Popp pour le n° d'août 1952 d’Amazing Stories.

- Stag
- For Men Only
- True Detective
- Amazing Stories
- Man's Illustrated
- Fantastic Adventures
- Startling Stories
- Male
- Trilling Wonder Stories
- Master Detective
- Man's World